# Concorès

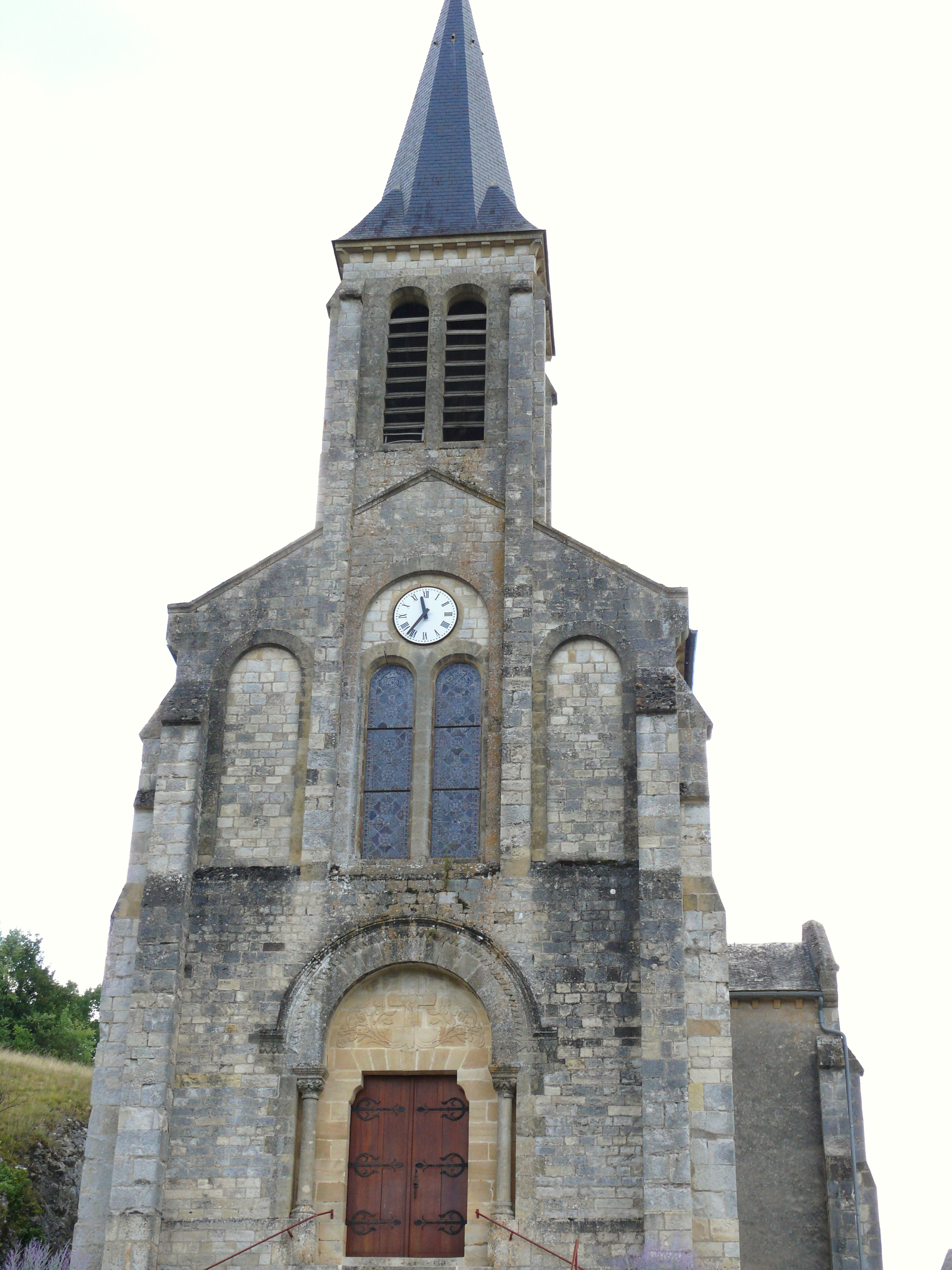
Kerk

Concorès is een gemeente in het Franse departement Lot (regio Occitanie) en telt 317 inwoners (2004). De plaats maakt deel uit van het arrondissement Gourdon.

## Geografie
De oppervlakte van Concorès bedraagt 19,1 km², de bevolkingsdichtheid is 16,6 inwoners per km².

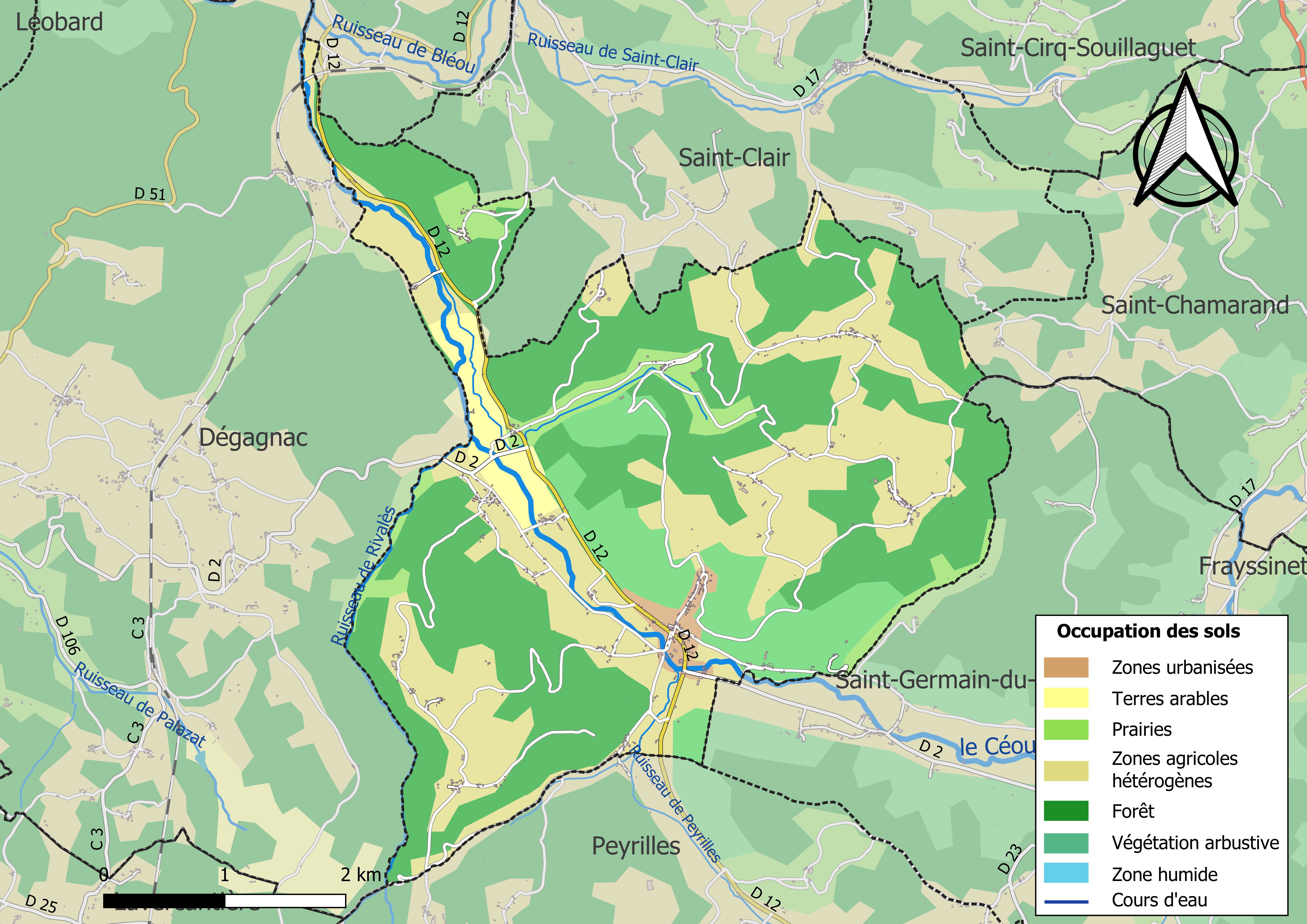
Kaart van de gemeente met de belangrijkste infrastructuur, bodemgebruik en omliggende gemeenten

## Demografie
Onderstaande figuur toont het verloop van het inwonertal (bron: INSEE-tellingen).